# 圣若翰洗者堂 (蒙泰罗索阿尔马雷)

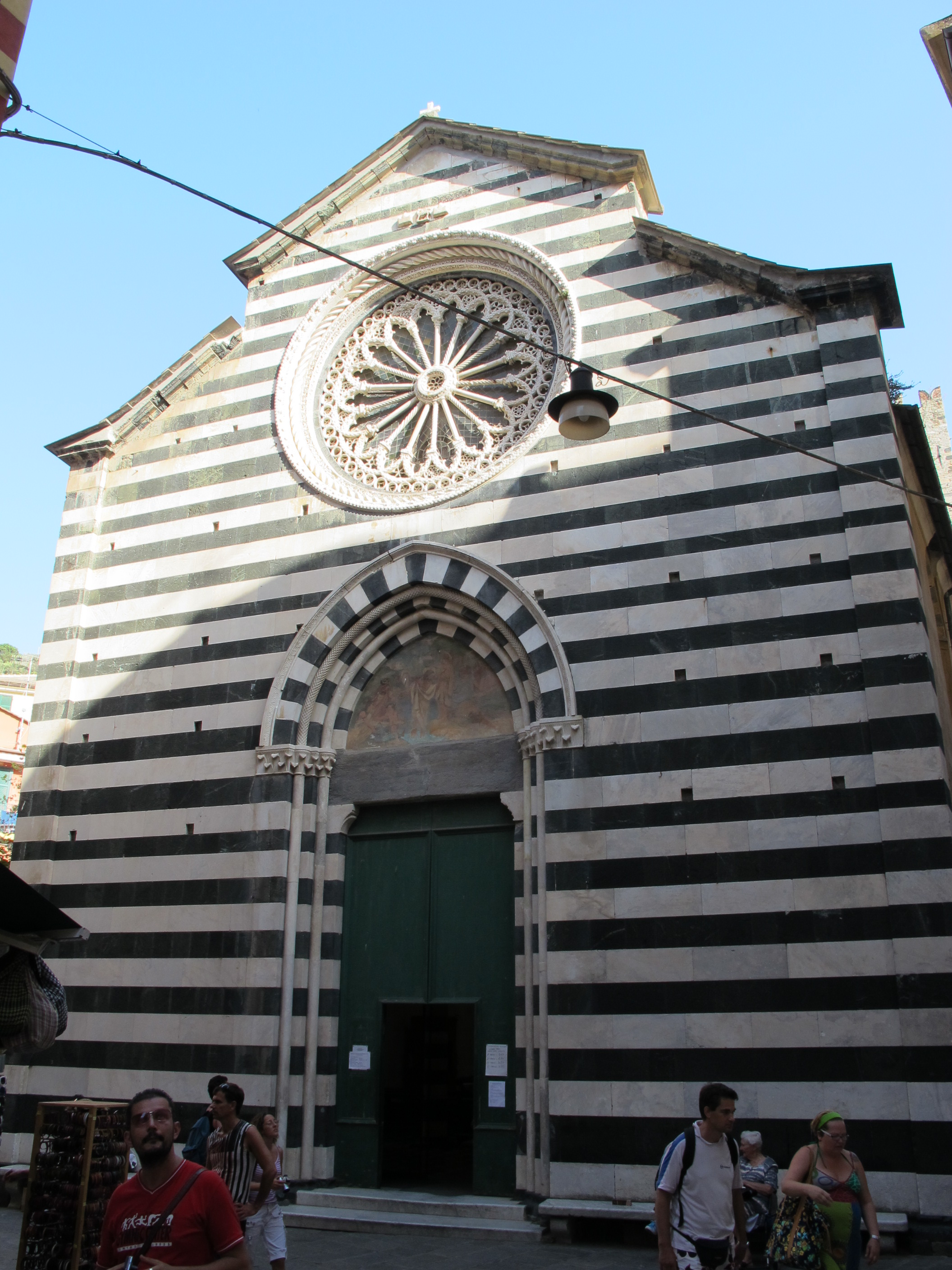

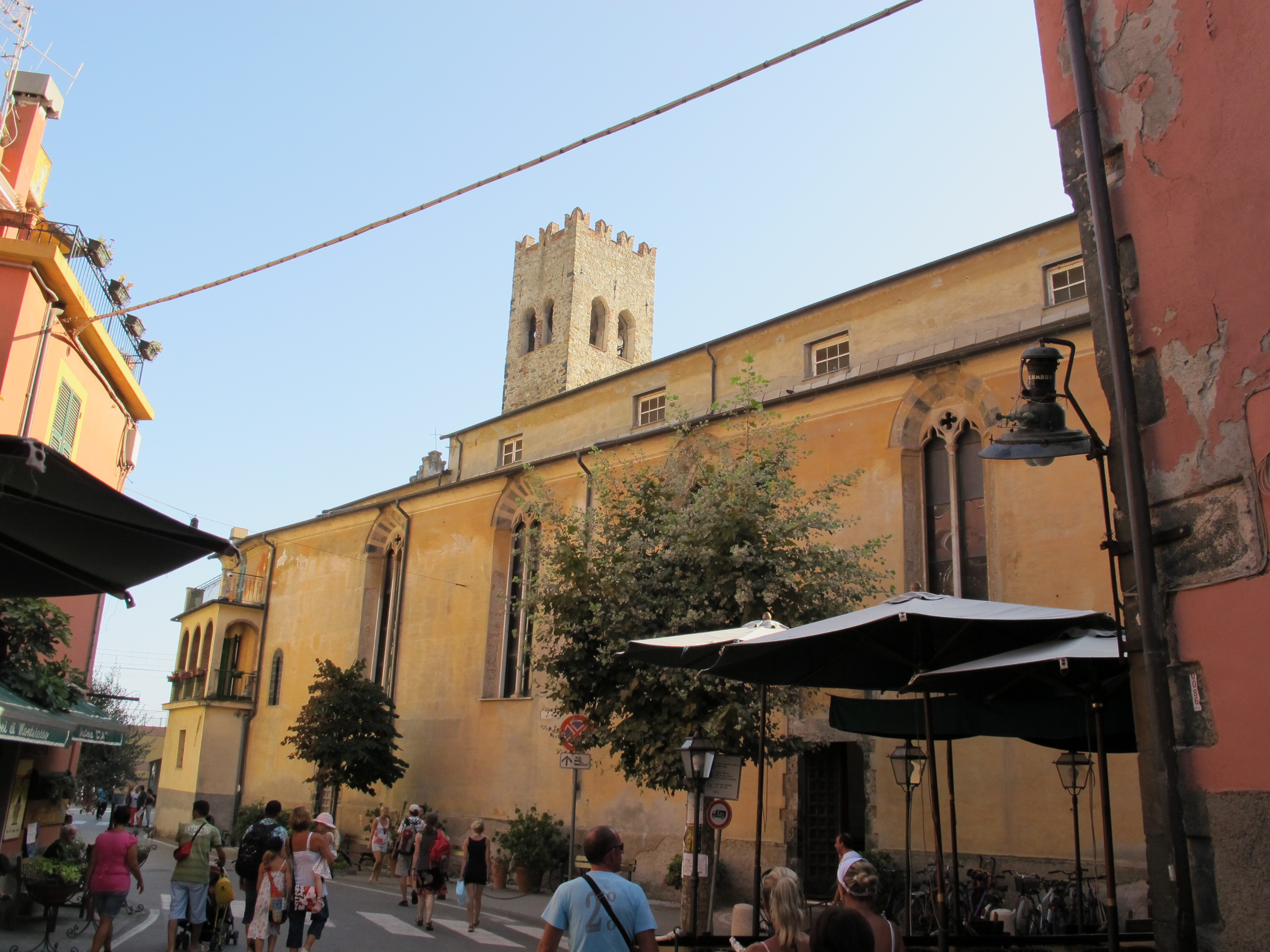

圣若翰洗者堂（Chiesa di San Giovanni Battista）是意大利拉斯佩齐亚省五渔村地区蒙泰罗索阿尔马雷的一座罗马天主教教堂，属于天主教拉斯佩齐亚-萨尔扎纳-布鲁尼亚托教区。
该堂建于13-14世纪，属于典型的热那亚哥特式风格。
其立面建于1307年，采用黑白条纹和大型玫瑰窗。入口上方是十八世纪壁画《耶稣的洗礼》。
钟楼原来是一个瞭望塔，是十三世纪热那亚共和国建立的防御工事的一部分。十八世纪地震以后部分重建。

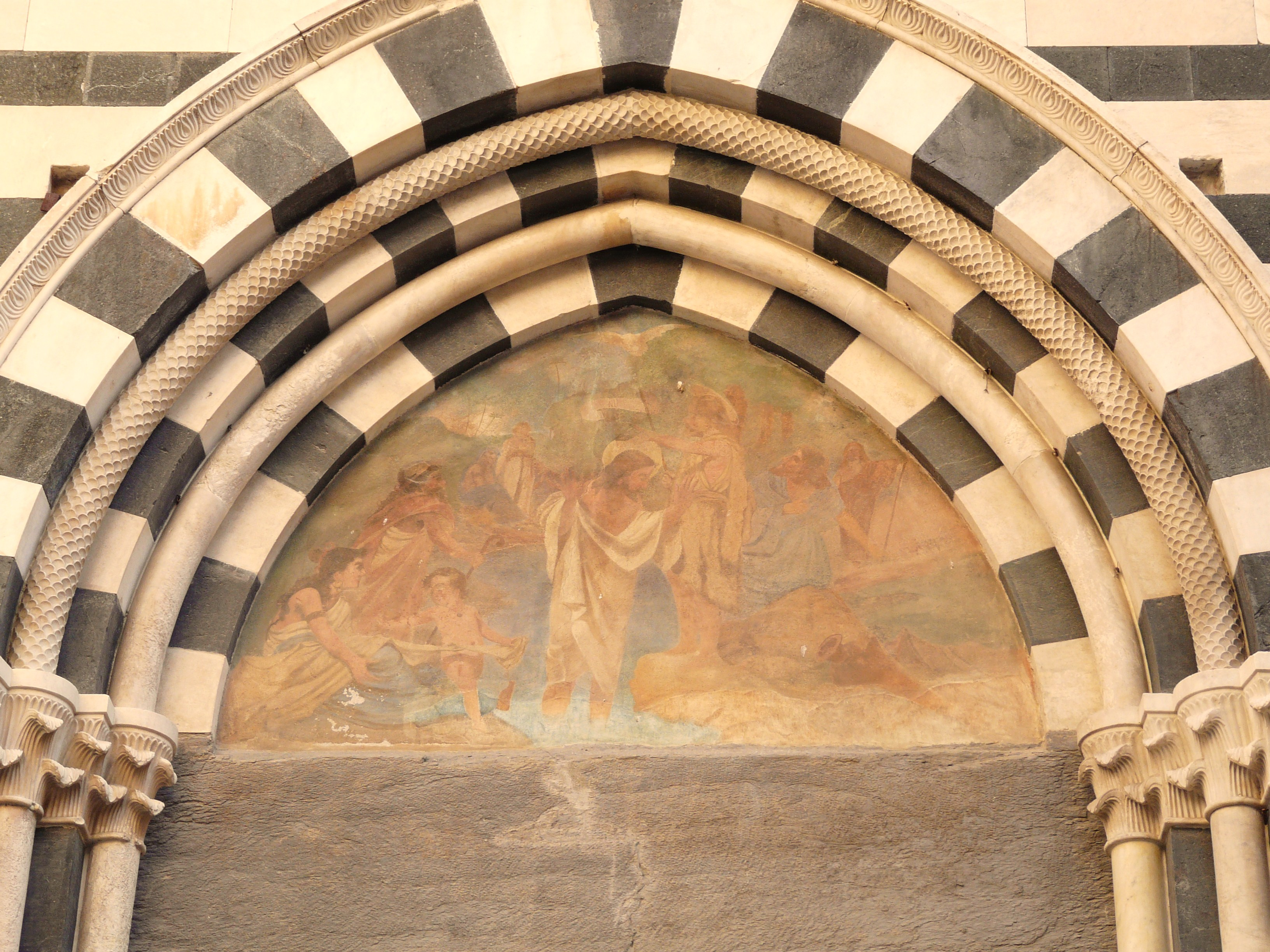
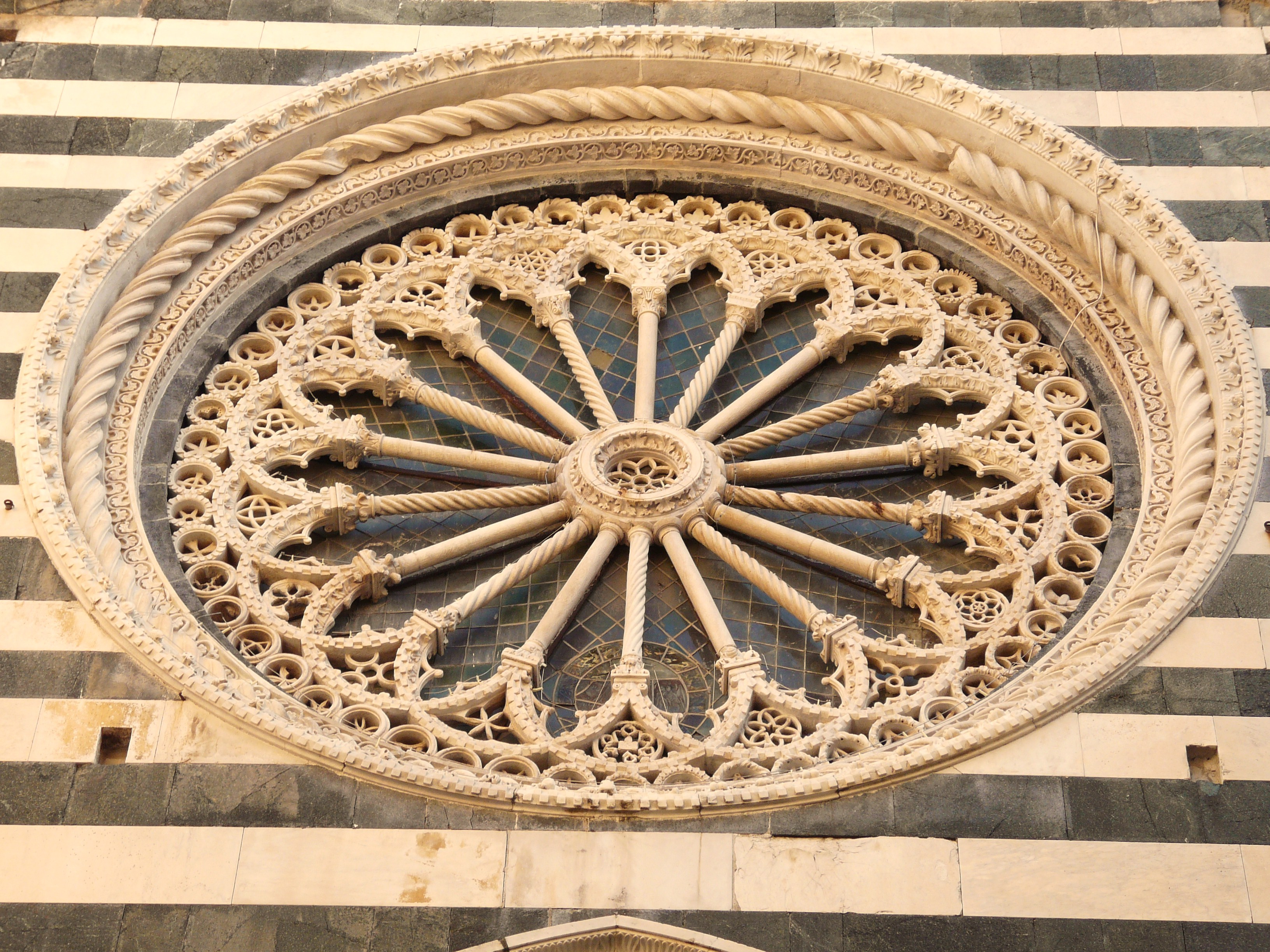
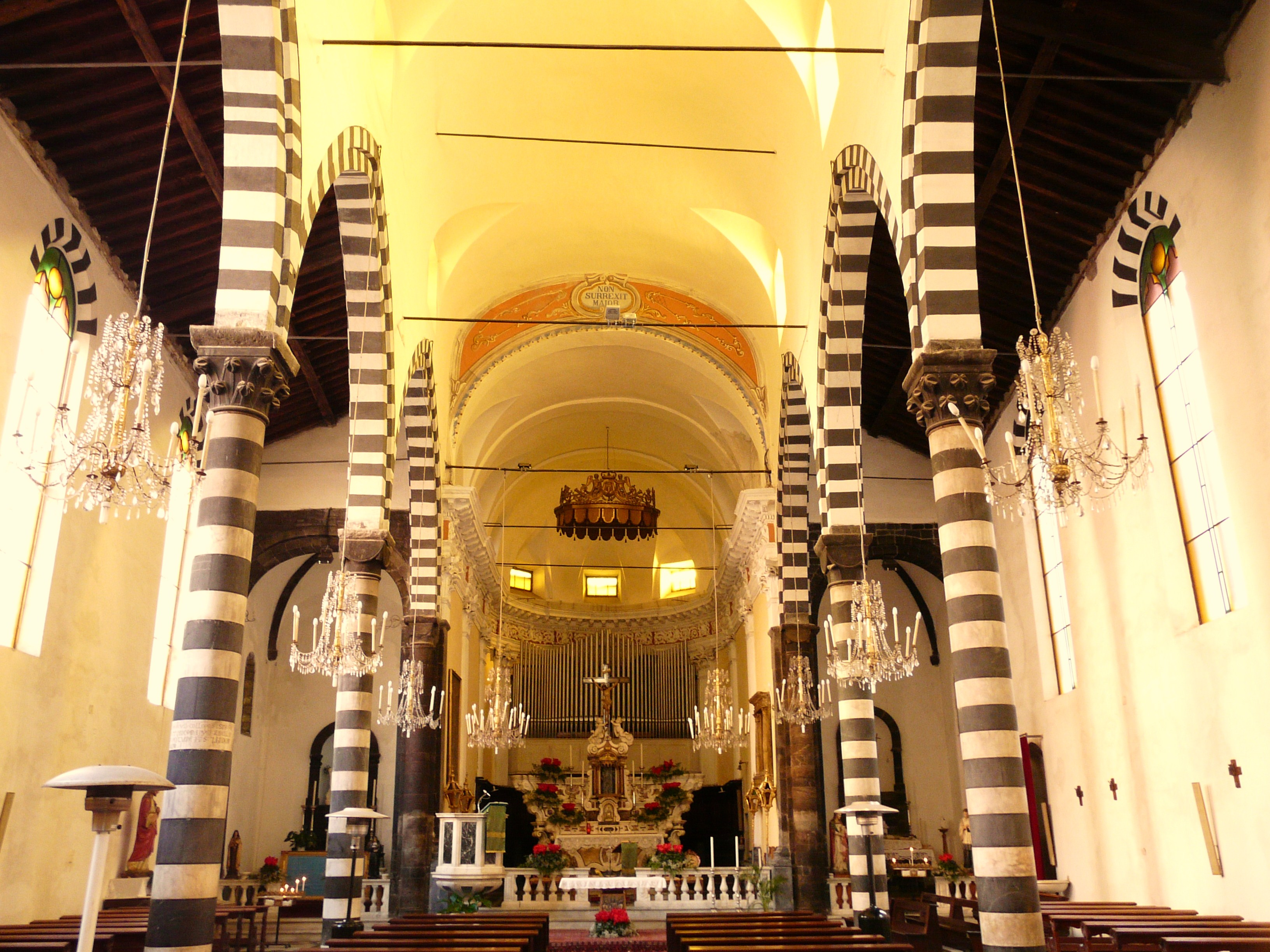
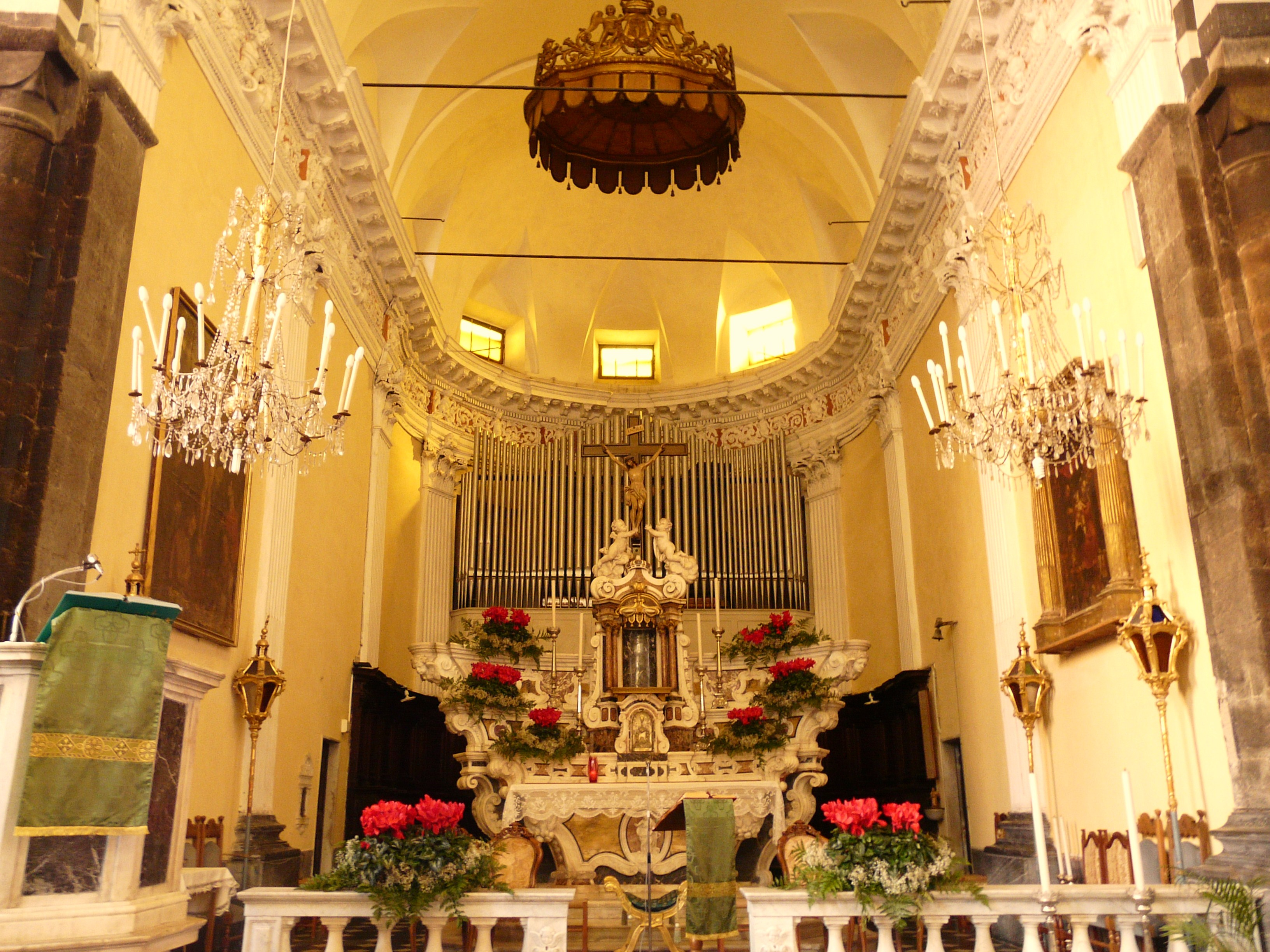
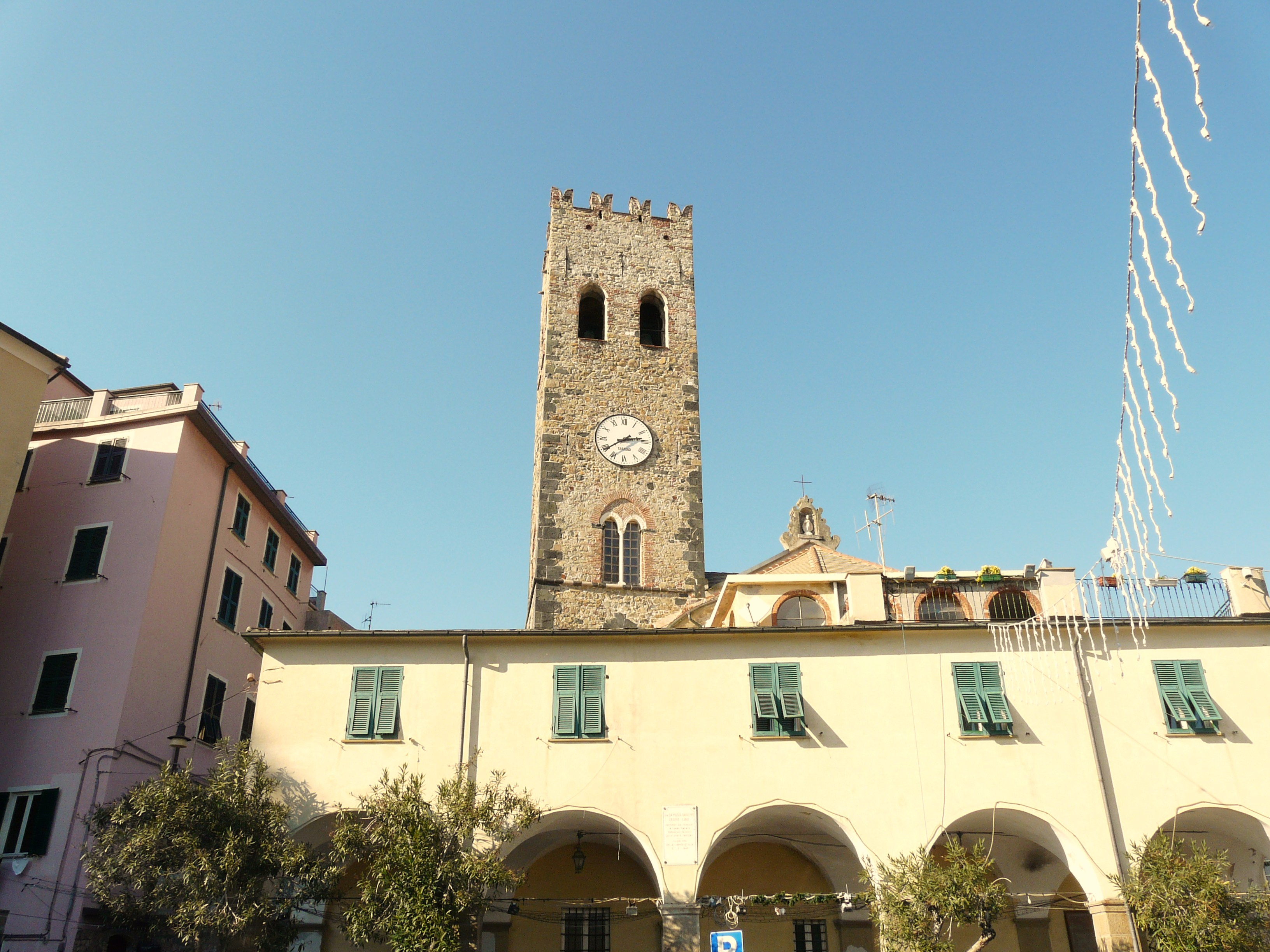